# Geher-Länderkampf der Männer 1977 Schweden – BR Deutschland – Ungarn
| 12. Leichtathletik-Länderkampf mit bundesdeutscher Beteiligung 1977 | 12. Leichtathletik-Länderkampf mit bundesdeutscher Beteiligung 1977 |
| ------------------------------------------------------------------- | ------------------------------------------------------------------- |
|                                                                     |                                                                     |
| Geher-Vergleich der Männer: Schweden – BR Deutschland – Ungarn      |                                                                     |
| Austragungsort                                                      | Äppelbo                                                             |
| Wettbewerbe                                                         | 2                                                                   |
| Datum                                                               | 2. Juli                                                             |
| 1. HUN 2. FRG 2. SWE                                                | 36 Punkte 28 Punkte                                                 |
| Chronik                                                             |                                                                     |
| ← FRG-USA (F)                                                       | SWE-FRG (F) →                                                       |

Im zwölften Vergleich des Länderkampfjahres 1977 waren zum zweiten Mal in dieser Saison die männlichen Geher an der Reihe. Am 2. Juli wurde in Äppelbo zum zweiten Mal ein Dreiervergleich zwischen der Bundesrepublik Deutschland, Schweden und Ungarn ausgetragen. Mit Schweden hatte es zuvor bereits vierzehn Zweiländervergleiche der Geher gegeben, von denen Deutschland acht gewonnen hatte und Schweden sechs. Zwischen Ungarn und Deutschland hatte es zuvor keine Zweiländerkämpfe im Gehen gegeben, das Dreiländertreffen im Vorjahr hatte Ungarn für sich entschieden.

## Modus
Wie gewohnt standen zwei Wettbewerbe auf dem Programm, das Straßengehen über 20 und diesmal 35 Kilometer. Jede Nation konnte je Disziplin vier Geher stellen, von denen die drei Besten gewertet wurden. Die Punkte wurden folgendermaßen verteilt: 1. Platz: 10 P / 2. Pl.: 8 P / 3. Pl.: 7 P / 4. Pl.: 6 P / …

## Ergebnis
In den Einzelwertungen der beiden Wettbewerbe lagen auf der kürzeren Distanz drei Ungarn vor einem Deutschen und zwei Schweden. Auf der Strecke über 35 Kilometer siegte ein bundesdeutscher Vertreter vor einem schwedischen und einem ungarischen Geher. Im Gesamtresultat setzte sich wie im Vorjahr das Team aus Ungarn mit diesmal 36 Punkten durch. Mit je 28 Punkten kamen Schweden und die Bundesrepublik Deutschland acht Punkte dahinter gemeinsam auf den zweiten Platz.

## Legende
Kurze Übersicht zur Bedeutung der Symbolik – so üblicherweise auch in sonstigen Veröffentlichungen verwendet:
| DNF | nicht im Ziel (did not finish) |

## Resultate

### 20-km-Straßengehen
| Platz | Athlet            | Land | Zeit (h) |
| ----- | ----------------- | ---- | -------- |
| 01    | Imre Stankovics   | HUN  | 1:29:21  |
| 02    | János Szála       | HUN  | 1:29:48  |
| 03    | Csaba Grandpierre | HUN  | 1:30:10  |
| 04    | Alfons Schwarz    | FRG  | 1:31:05  |
| 05    | Ove Hemmingsson   | SWE  | 1:32:54  |
| 06    | Göran Aneheim     | SWE  | 1:33:29  |
| 07    | Hans Michalski    | FRG  | 1:33:50  |
| 08    | Heinrich Schubert | FRG  | 1:33:57  |
| 09    | Jürgen Meyer      | FRG  | 1:34:01  |
| 10    | Lennart Mether    | SWE  | 1:35:03  |
| 11    | L. Szilágyi       | HUN  | 1:35:43  |
| DNF   | Bo Gustafsson     | SWE  |          |

### 35-km-Straßengehen
| Platz | Athlet             | Land | Zeit (h) |
| ----- | ------------------ | ---- | -------- |
| 01    | Gerhard Weidner    | FRG  | 2:49:20  |
| 02    | Lennart Lundgren   | SWE  | 2:50:56  |
| 03    | László Sátor       | HUN  | 2:50:58  |
| 04    | Stefan Ingvarsson  | SWE  | 2:51:40  |
| 05    | Hans Binder        | FRG  | 2:52:12  |
| 06    | Stig-Oloy Elovsson | SWE  | 2:54:35  |
| 07    | Ferenc Danovszky   | HUN  | 2:57:57  |
| 0 8   | Karl Degener       | FRG  | 2:58:24  |
| 09    | Leif Karlsson      | SWE  | 2:58:24  |
| 10    | Michael Ritter     | FRG  | 2:58:25  |
| 11    | János Dalmati      | HUN  | 3:01:41  |
| 12    | Károly Orbán       | HUN  | 3:08:32  |